# Lamarqueavis
Lamarqueavis — викопний рід сивкоподібних птахів вимерлої родини Cimolopterygidae, що існував у кінці крейдового періоду, 70 млн років тому та вимер 66 млн років тому. Скамянілі рештки знайдені у США, Канаді та Аргентині.

## Види
- Lamarqueavis australis, Agnolin 2010. Описаний по частковому правому коракоїд, що знайдений у відкладеннях формації Аллен а Аргентині.[1]
- Lamarqueavis minima, Brodkorb 1963. Рештки птаха знайдені у відкладеннях формації Ленс у штаті Вайомінг, США.[2]
- Lamarqueavis petra, Hope 2002. Також виявлений у формації Ленс.[3]